# Elaeagnus annamensis
Elaeagnus annamensis — вид квіткових рослин з родини маслинкових (Elaeagnaceae). Поширення: Південний В'єтнам.